# Тутуяс (посёлок)
Тутуяс (шор.  ) — посёлок в Мысковском городском округе Кемеровской области России.

## История
Назван по имени реки, на которой расположен.
Входил в Подобасский сельсовет Мысковского горсовета.

## География
Посёлок Тутуяс расположен в южной части Кемеровской области, вблизи с административной границей с Центральным сельским поселением и находится на берегу реки Тутуяс, её притоков р. Ондыгаш, р. Куругрык, а также руч. Сезонный. Примерно в 300 метрах к юго-западу находится пос. Сельхоз.
Уличная сеть состоит из 10 географических объектов: ул. Береговая, ул. Болотная, ул. Больничная, ул. Заречная, ул. Кийзакская, ул. Лесная, ул. Речная, ул. Тутуясская, ул. Центральная и снт Плотина.

## Население
| 2010 |
| ---- |
| 55   |

Национальный состав
Согласно результатам переписи 2002 года, в национальной структуре населения русские составляли 93 % от общей численности населения в 134 жителя

## Инфраструктура
Личное подсобное хозяйство.
Имеется лесничество. База отдыха "Тарбаган".

## Транспорт
Просёлочные дороги.

## Люди, связанные с посёлком
Юрий Васильевич Кириллов —  политик.
Бретенков Юрий Павлович - местный житель